# 賈德森 (明尼蘇達州)
賈德森（英語：Judson）是位於美國明尼蘇達州布盧厄斯縣賈德森鎮區的一個非建制地區。

## 歷史
賈德森的郵局於1857年設立，其後於1973年停運。此地得名自當地早期的一位定居者。

## 地理
賈德森所處的海拔為高於海平面244米（即801英呎），而該地所採用的時區為UTC-6，即北美中部時區（CST）。同時該地設有夏令時間，為UTC-6調快一小時，即UTC-5（CDT）。